# Hane Goši

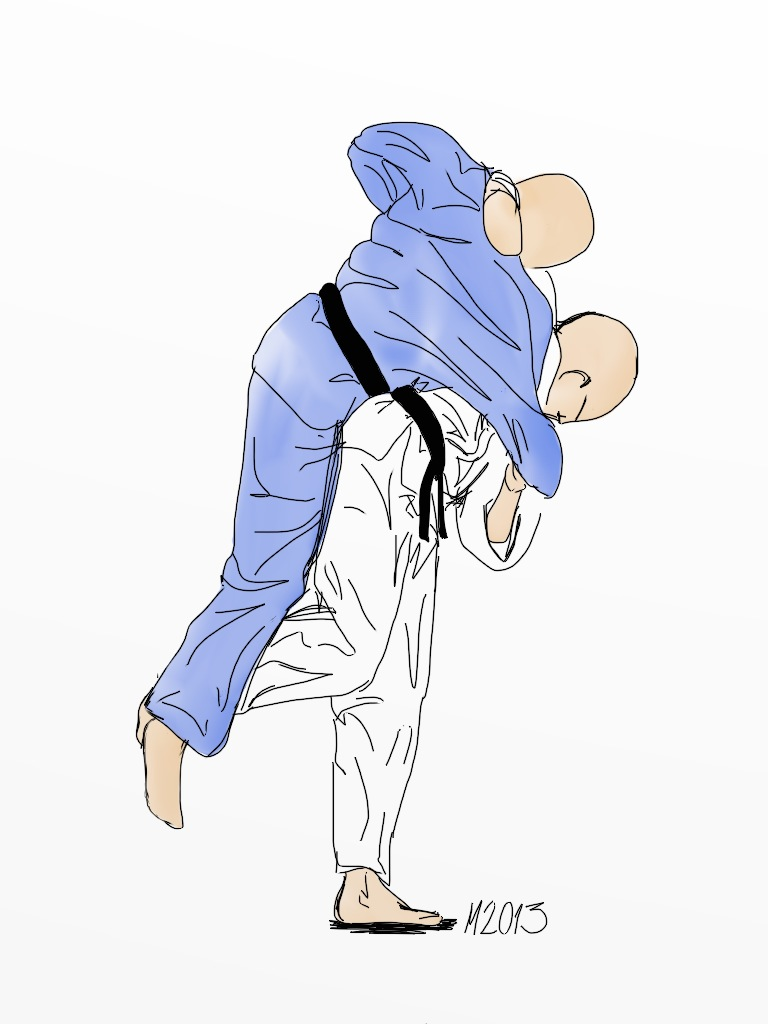
Hane Goši.

Hane Goši (跳ね腰) je judistická technika hodu, jedna z původních čtyřiceti od Jigora Kana. Patří do kategorie Nage Waza (techniky hodů) a do skupiny Koši Waza ( techniky prováděné pomocí boků ).

## Provedení
Tori vychýlí ukeho vpravo vpřed, současně přemístí špičku své pravé nohy k jeho pravé noze. Zakročením levou nohou provede tori obrat za stálého tahu obou paží. Zároveň soupeře nadráží pravým bokem a vnější částí stehna. Hod dokončí hlubokým předklonem, přičemž soupeře drží pevně přitisknutého ke svému boku.